# Ryszard Ronczewski
Ryszard Ronczewski (ur. 27 czerwca 1930 w Puszkarni, zm. 17 października 2020 w Sopocie) – polski aktor filmowy i teatralny, reżyser.

## Życiorys
Urodził się w rodzinie Włodzimierza (1900–1965) i Olgi z domu Gwóźdź (1903–1987). Matka była z zawodu nauczycielką, a ojciec pracował w Orbisie. Był bratem bliźniakiem Aliny Afanasjew (1930–2018), scenografki i pisarki, żony Jerzego. W latach 1936–1943 przebywał we Lwowie, następnie w Jaktorowie pod Warszawą. Od 1945 do śmierci mieszkał w Sopocie. W 1954 zadebiutował na deskach Teatru Powszechnego w Łodzi. W latach 1955–1956 studiował w PWSFTviT w Łodzi. Był aktorem Teatru Nowego w Łodzi (1956–1957), Operetki Warszawskiej (1958–1959) i Estrady Sopockiej (1960–1969). Od 1966 do 1974 pracował jako aktor Teatru Wybrzeże w Gdańsku i równolegle (od 1970 do 1974) był kierownikiem artystycznym Estrady Sopockiej oraz Międzynarodowego Festiwalu Piosenki w Sopocie. W latach 1974–1979 był reżyserem Teatru Muzycznego w Gdyni oraz od 1983 do 1984 aktorem tegoż teatru. Od 1984 ponownie związany z Teatrem Wybrzeże w Gdańsku.
Od 1960 był mężem Jolanty z domu Horno-Popławskiej, córki Stanisława, sopockiego rzeźbiarza. Ojciec Grzegorza (ur. 1962), grafika komputerowego.
Zmarł w swoim domu w Sopocie niedługo po tym, jak wykryto u niego zakażenie koronawirusem SARS-CoV-2, wywołującym COVID-19. Aktor zmagał się również z chorobą obturacyjną płuc. Pochowany na cmentarzu katolickim w Sopocie (sektor F3-3-13).

## Filmografia
- 1954: Opowieść atlantycka
- 1955: Podhale w ogniu jako chłop (nie występuje w napisach)
- 1956: Nikodem Dyzma jako mężczyzna na schodach mostu Poniatowskiego (nie występuje w czołówce)
- 1956: Trzy kobiety jako mężczyzna na potańcówce w folwarku (nie występuje w czołówce)
- 1957: Ewa chce spać jako Filon „Cichy”, tańczący apasz (nie występuje w czołówce)
- 1957: Prawdziwy koniec wielkiej wojny jako więzień obozu (nie występuje w czołówce)
- 1960: Krzyżacy jako komtur Henryk z Człuchowa[2]
- 1960: Rok pierwszy jako milicjant, członek AK
- 1960: Szatan z siódmej klasy (1960) jako Francuz
- 1960: Zezowate szczęście jako żołnierz wiozący „tajną broń” (nie występuje w czołówce)
- 1961: Czas przeszły jako Avin, adiutant von Steinhagena
- 1961: Komedianty jako oficer (nie występuje w czołówce)
- 1961: Samson jako strażnik więzienny (nie występuje w czołówce)
- 1961: Zaduszki jako „Cichy”
- 1962: O dwóch takich, co ukradli księżyc jako zbójca „Rozporek”
- 1963: Mój drugi ożenek jako kochanek Jadźki
- 1963: Ostatni kurs jako bandzior napastujący Krystynę (nie występuje w czołówce)
- 1963: Pamiętnik pani Hanki jako porucznik Jerzy Sochnowski
- 1963: Skąpani w ogniu jako bandyta próbujący wysadzić tamę (nie występuje w czołówce)
- 1963: Yokmok jako uciekinier (nie występuje w czołówce)
- 1964: Giuseppe w Warszawie jako przedstawiciel podziemia wręczający Giuseppe odznaczenie (nie występuje w czołówce)
- 1964: Koniec naszego świata jako członek Sonderkommanda
- 1964: Panienka z okienka jako marynarz z „Łabędzia”
- 1964: Rękopis znaleziony w Saragossie jako sługa szejka Gomelezów (nie występuje w czołówce)
- 1965: Faraon jako Eunane
- 1965: Lekarstwo na miłość jako drukarz, członek szajki
- 1965:Trzy kroki po ziemi n. Rozwód po polsku jako dziki lokator
- 1966: Bicz Boży jako szef produkcji w spółdzielni „Naprzód”
- 1966: Cała naprzód jako marynarz na „Rosicie” (opowieść 2)
- 1967: Upiór jako Wasyl Rybarenko i krawiec (2 role)
- 1967: Westerplatte jako żołnierz (nie występuje w czołówce)
- 1968: Molo jako rzeźbiarz, ojciec Wandy
- 1968: Wilcze echa jako „Misio”, członek bandy Moronia
- 1969: Pan Wołodyjowski jako rabuś napadający na Wołodyjowskiego i Zagłobę
- 1970: Prom jako chorąży Wolski
- 1971: Podróż za jeden uśmiech jako scenarzysta filmu kryminalnego (odc. 4)
- 1972: Kopernik
- 1972: Kopernik (odc. 2)
- 1973: Nadzieje i upokorzenia (1) w Wielka miłość Balzaka jako skrzypek Tauber, gość Hańskich
- 1974: Gniazdo jako kupiec arabski
- 1974: Jutro jako Ozjasz
- 1975: Dyrektorzy jako Pękała
- 1975: Kazimierz Wielki jako Maciej z Gogółkowych
- 1976: Prawo jazdy (2) w Daleko od szosy jako kierowca koparki
- 1976: Ostatnie takie trio jako Karol
- 1976: Wergili jako oświęcimiak
- 1976: Zielone, minione... jako mężczyzna w domu gry
- 1977: Indeks jako wozak Wiktor
- 1978: Azyl jako mężczyzna w szynelu (nie występuje w czołówce)
- 1978: Do krwi ostatniej... jako Piwski, konfident rządu londyńskiego u komunistów
- 1978: Ślad na ziemi jako dyspozytor Przywarko
- 1979: Do krwi ostatniej (serial) jako Piwski, konfident rządu londyńskiego u komunistów
- 1979: Buddenbrooks jako członek senatu
- 1985: Mokry szmal jako gracz na wyścigach, nie występuje w czołówce
- 1987: Anioł w szafie jako jeździec w widziadle Jana
- 1988: Dziewczynka z hotelu Excelsior jako mężczyzna z siecią
- 1989: Powrót wabiszczura jako Zapała
- 1990: Kanalia jako policmajster
- 1991: Les enfants de la guerre jako handlarz
- 1993: The magic of love (4) w Goldrush in Alaska jako Wise Man
- 1994: Beyond forgiveness jako ksiądz z Chicago
- 1994: Molly jako Tomasz, służący w pałacu Totworowiczów w Knyszynie
- 1994: Podróż na wschód
- 1995: Cwał jako Cygan sprzedający klacz
- 1996: 7 w Ekstradycja 2 jako Elman, szyper kutra
- 1997: 4 w Bride of war jako Fritz
- 1999: Wszystkie pieniądze świata jako urzędnik egzaminujący chłopaków na niemieckie prawo jazdy
- 2001: Boże skrawki (Edges of the lord) jako Batylin
- 2001: Jutro będzie niebo jako rolnik
- 2002: Kredyt zaufania (115) w Lokatorzy jako Leszek Wójtowicz
- 2003: Stara Baśń jako Miłosz
- 2003: Ubu Król jako Stanislas
- 2004: Glina jako Jan Bisztyga, dozorca w ośrodku MSW (odc. 9)
- 2004: Stara baśń (serial TV) jako Miłosz
- 2005: 1409. Afera na zamku Bartenstein, obsada dubbingu (wielki mistrz; rola Andrzeja Kowala)
- 2005: Gwiazda na żywo (72) w Sąsiedzi (2003–2007; serial TV)
- 2005: Wróżby kumaka (Unkenrufe) jako starszy turysta
- 2007: A na koniec przyszli turyści (Am Ende kommen Touristen) jako Krzemiński
- 2008: Im Angesicht des Verbrechens
- 2008: Pora mroku jako Von Kirchof
- 2009: Miasto z morza jako pasażer pociągu
- 2011: Kadisz dla przyjaciela (Kaddisch für einen Freund) jako Alexander Zamskoy
- 2011: Kop głębiej jako Hugo Schmidt
- 2012: Pokłosie jako Franciszek Sudecki „Sum”
- 2013: Ojciec Mateusz jako oficer (pułkownik) Zygmunt Buława (odc. 125)
- 2021: Wesele jako Antoni Wilk, ojciec Ryszarda

## Odznaczenia
- Srebrny Krzyż Zasługi (1978)[4]
- Srebrny Medal „Zasłużony Kulturze Gloria Artis” (2007)[12]

## Nagrody
- Nagroda Wojewody Gdańskiego za rok 1995 za epizodyczną rolę Kataryniarza w Woyzecku Buchnera w Teatrze Wybrzeże (1996)
- „Sopocka Muza”, statuetka przyznana za wybitne osiągnięcia w dziedzinie nauki, kultury i sztuki, dzięki którym Sopot zyskuje rangę w świecie (1999)

- Nagroda Prezydenta Miasta Gdańska w Dziedzinie Kultury z okazji jubileuszu 50-lecia pracy aktorskiej (2005)[13]
- Nagrody Artystyczna Gdańskiego Towarzystwa Przyjaciół Sztuki (2008)
- Nagroda Teatralna Miasta Gdańska w kategorii: całokształt dorobku artystycznego za rok 2007 (2008)[14]
- Nagroda Prezydenta Miasta Gdańska w Dziedzinie Kultury z okazji jubileuszu 60-lecia pracy artystycznej i 80. urodzin (2010)[13]
- Nagroda Marszałka Województwa Pomorskiego za całokształt twórczości (2010)
- Nagroda dla najlepszego aktora Festiwalu Filmów o Tematyce Żydowskiej w Warszawie - za rolę w filmie Kaddisch für einen Freund (2012)
- Chiński Oskar na 21. China Golden Rooster and Hundred Flowers Film Festival w Szanghaju za film Kaddisch für einen Freund, nagroda publiczności dla najlepszego aktora zagranicznego (2013)
- Nagroda Prezydenta Miasta Gdańska w Dziedzinie Kultury za nieustającą aktywność zawodową, za całokształt pracy artystycznej oraz z okazji jubileuszu 85. urodzin (2015)[13]
- Nagroda Specjalna Prezydenta Sopotu (2016)